# TRUE COLORS:THE BEST OF SONIC THE HEDGEHOG Part 2
『TRUE COLORS:THE BEST OF SONIC THE HEDGEHOG Part 2』（トゥルー・カラーズ:ザ・ベスト・オブ・ソニック・ザ・ヘッジホッグ・パート・ツー、一称はWAKING UP:THE BEST OF SONIC THE HEDGEHOG Part 2）は、2009年12月16日に発売された、セガのビデオゲーム『ソニックシリーズ』のテーマソングのコンピレーション・アルバム。

## 内容
ソニックシリーズのボーカルソングの2枚目となるベスト盤。2009年まで様々なテーマソングが収録されている。

## 収録曲
1. Un-gravitify
（作詞：runblebee　作曲・編曲：床井健一　歌：Cashell）
WiiとPS2用ゲームソフト「ソニックライダーズ シューティングスターストーリー」メインテーマ
2. Dreams Of An Absolution
（作詞：Lee Brotherton　作曲：南波真理子　編曲：大谷智哉　歌：Lee Brotherton from Remix Factory）
PS3とXbox 360用ゲームソフト「SONIC THE HEDGEHOG」に使用されたシルバーのテーマソング
3. Throw It All Away
（作詞・作曲：熊谷文恵　編曲：谷丙午　歌詞トランスレーション：Shinobu Shindo　歌：Everett Bradley）
ドリームキャスト用ゲームソフト「ソニックアドベンチャー2」（以降、SA2）に使用されたシャドウのテーマソング
4. E.G.G.M.A.N.
（作曲・編曲：瀬上純　作詞・歌：Paul Shortino）
ドリームキャスト用ゲームソフト「SA2」に使用されたDr.エッグマンのテーマソング
5. Waking Up
（作詞：Ryan Shuck　作曲・編曲：Amir Derakh　歌：Julien-K）
PS2、ニンテンドー ゲームキューブとXbox用ゲームソフト「シャドウ・ザ・ヘッジホッグ」アンドロイドエンディング
6. This Machine
（作詞：Ryan Shuck　作曲：瀬上純 & Amir Derakh　編曲：Amir Derakh　歌：Julien-K）
PS2、ニンテンドーゲームキューブとXbox用ゲームソフト「ソニック ヒーローズ」に使用されたチームダークのテーマソング
7. Fly In The Freedom
（作詞・作曲・編曲：熊谷文恵　歌詞トランスレーション：Shinobu Shindo　歌：Tabitha Fair & Todd Copper）
ドリームキャスト用ゲームソフト「SA2」に使用されたルージュのテーマソング
8. My Sweet Passion
（作詞・作曲・編曲：熊谷文恵　歌詞トランスレーション：Takahiro Fukuda　歌：Nikki Gregoroff）
ドリームキャスト用ゲームソフト「ソニックアドベンチャー」に使用されたエミーのテーマソング
9. Believe In Myself (SA2 Version)
（作詞・作曲・編曲：瀬上純　歌：Kaz Silver）
ドリームキャスト用ゲームソフト「SA2」に使用されたテイルスのテーマソング
10. Unknown From M.E. (SA2 Version)
（作詞・作曲：床井健一　編曲：SUSHI　歌詞トランスレーション：Takahiro Fukuda　歌：Marlon Saunders & Hunnid-P）
ドリームキャスト用ゲームソフト「SA2」に使用されたナックルズのテーマソング
11. Theme of E-102γ
（作曲・編曲：熊谷文恵）
ドリームキャスト用ゲームソフト「ソニックアドベンチャー」に使用されたE-102γのテーマソング
12. Cosmic Eternity - Believe in Yourself
（作詞：Casey Rankin　作曲・編曲：幡谷尚史　歌：宇徳敬子）
日本版「ソニックCD」エンディングテーマ

-Bonus Track-
1. Look-a-Like (Short Edited ver.)
（作曲・編曲：多田光裕　作詞・歌：こなかりゆ）
OVA版「ソニック・ザ・ヘッジホッグ」エンディングテーマ（2巻で使用されたバージョン）
2. Sonic3 MegaD Mix
（リミックス：幡谷尚史）
3. Lazy Days -Livin' in Paradise- (Original Demo - Mixed with Ted Poley)
（作詞：瀬上純 & 熊谷文恵　作曲・編曲：瀬上純　歌詞トランスレーション：Takahiro Fukuda　歌：Ted Poley）
4. All Hail Shadow (Hybrid Mix feat. Mike Szuter)
（作詞・作曲：MAGNA-FI　編曲：瀬上純　歌：Mike Szuter）
5. Dreams Of An Absolution (Starry Night Remix)
（作詞：Lee Brotherton　作曲：南波真理子　編曲・リミックス：大谷智哉）
6. Open Your Heart (K-Klub Remix)
（作詞：瀬上純 & Takahiro Fukuda　作曲：瀬上純 & 床井健一　編曲：Remix Factory　リミックス：Lee Brotherton from Remix Factory）